# Fairfax House

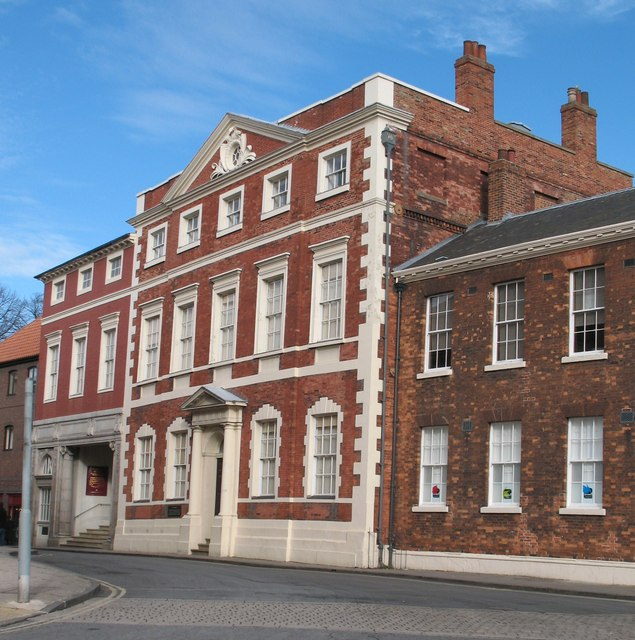
Fairfax House (Mitte) vom York Castle aus

Fairfax House ist ein Stadthaus in York in der englischen Verwaltungseinheit North Yorkshire. Es liegt auf dem Anwesen Nr. 27, Castlegate in der Nähe des York Castle. Vermutlich ließ es ein örtlicher Kaufmann Anfang der 1740er-Jahre errichten und 1759 kaufte es Charles Gregory Fairfax, 9. Viscount Fairfax of Emley, der den Architekten John Carr mit dem Umbau des Inneren beauftragte. Nach dem Tod des Viscounts 1772 wurde das Haus verkauft, ging anschließend durch die Hände etlicher ortsansässiger Familien und beherbergte dann nacheinander einen Club, eine Baugesellschaft und ein Kino. In den 1980er-Jahren erwarb der York Civic Trust das Anwesen und ließ es in altem Glanz restaurieren. Fairfax House ist heute ein öffentlich zugängliches Museum und English Heritage hat es als historisches Gebäude I. Grades gelistet.

## Geschichte
1761 beauftragte Viscount Fairfax den Architekten John Carr mit dem Umbau des Hauses. Die Arbeiten wurden 1765 fertiggestellt. Im Inneren finden sich einige der schönsten Stuck- und Schnitzarbeiten aus dem 18. Jahrhundert in Yorkshire. Sie wurden von James Henderson (Wirkungszeit: 1755–1778) und Giuseppe Cortese (Wirkungszeit: 1745–1778) durchgeführt. Die schmiedeeiserne Balustraden der Treppenhäuser wurden von Maurice Tobin (Wirkungszeit: 1762) geschaffen.
Viscount Fairfax starb 1772 und sein Titel erlosch. Die nachfolgenden Besitzer des Hauses waren z. B. Sir Walter Vavasour, 6. Baronet of Haslewood, (1780), William Danby (1787), Peregrin Wentworth (1792), Sir John Lister-Kaye, 1. Baronet Lister-Kaye of Grange, (1820) und Mrs Ann Mary Pemberton (1840–1865). Irgendwann später wurde das in St George’s Hall umbenannte Fairfax House nicht mehr benötigt und verfiel. Ende des 19. und Anfang des 20. Jahrhunderts diente ein Teil des Anwesens als Tanzsaal. 1921 wurde St George's Cinema neben dem Fairfax House eröffnet und schloss erst 1970 wieder seine Tore. Von 1982 bis 1984 ließ der York Civic Trust das Gebäude renovieren und den nicht mehr benötigten Eingang zum Kino in einen Haupteingang zu Fairfax House umbauen. Anschließend übernahm der York Conservation Trust das Haus und vermietete es an den York Civic Trust zurück.

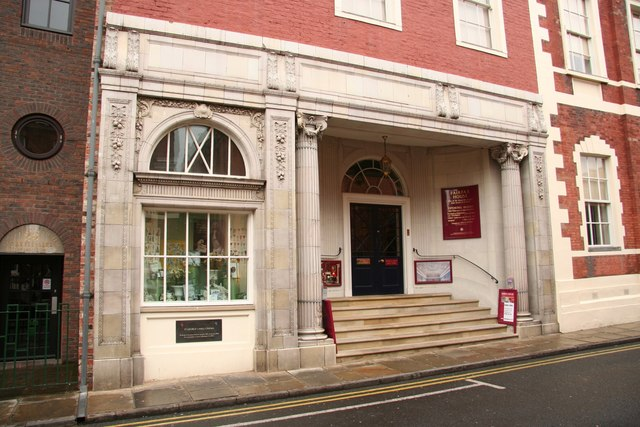
Ansicht des früheren Kinoeingangs, heute Eingang zum Fairfax House

Nach dem Tod des Schokoladenfabrikanten Noel Terry 1980 wurde dessen Sammlung georgianischer Möbel und Uhren dem Fairfax House gespendet.